# Бельский, Александр Николаевич
Александр Николаевич Бельский (род. 16 июля 1975, Ленинград, СССР) — российский государственный и политический деятель. Председатель Законодательного собрания Санкт-Петербурга с 29 сентября 2021 года, вице-губернатор Санкт-Петербурга в 2020—2021 годах. Секретарь Санкт-Петербургского регионального отделения партии «Единая Россия» с 29 ноября 2024 года.
Из-за вторжения России на Украину, находится под международными санкциями всех стран Евросоюза, Украины и Швейцарии.

## Биография
Александр Бельский родился в 1975 году в Ленинграде. В 1997 году он окончил Санкт-Петербургский государственный университет телекоммуникаций имени профессора М. А. Бонч-Бруевича по специальности «Экономика и управление на предприятии». Работал в Санкт-Петербурге на судостроительном заводе «Северная верфь» и в разных бизнес-структурах. По состоянию на 2014 год являлся управляющим группой компаний «IBP-Group», которой принадлежат бренды «Царь-пышка», «Бабушкины пироги» и «Ватрушка». Возглавлял Фонд святых Первоверховных апостолов Петра и Павла подводного флота России при храме в Сестрорецке. Член Совета отцов Курортного района Санкт-Петербурга.
В 2009—2014 годах Бельский был депутатом муниципального образования «Посёлок Солнечное». В 2014 году он стал председателем муниципального совета города Сестрорецка. В разные годы был заместителем председателя Совета муниципальных образований Санкт-Петербурга и председателем Общественного совета по малому предпринимательству Курортного района Санкт-Петербурга. С января 2019 по июль 2020 года — председатель комитета территориального развития Санкт-Петербурга, в 2020—2021 годах занимал должность вице-губернатора Санкт-Петербурга. На этом посту курировал вопросы внутренней политики.
В сентябре 2021 года Бельский был избран депутатом VII созыва Законодательного собрания Санкт-Петербурга, на первом заседании был избран председателем.
В 2022 году во время официальных мероприятий по поводу годовщины Аннексии Крыма Российской Федерацией поддержал вторжение России на территорию Украины и заявил, что живущих там славян «мы будем защищать до последней капли крови».
29 ноября 2024 года депутаты приняли досрочное сложение полномочий секретаря петербургского регионального отделения партии «Единая Россия» Сергея Боярского и в ходе тайного голосования избрали новым секретарём Александра Бельского.

## Санкции
21 июля 2022 года, на фоне вторжения России на Украину, был включен в санкционные списки Евросоюза «за разжигание ненависти к Украине, распространение пророссийской дезинформации и пропаганды в контексте войны, а также за попытки заручиться внутренней поддержкой в России для войны против Украины». Евросоюз отмечает что Бельский «использовал свои платформы в социальных сетях, чтобы оправдать и выразить поддержку войне России против Украины», следовательно он несёт «ответственность за поддержку действий или политики, которые подрывают территориальную целостность, суверенитет и независимость Украины».
Также входит в санкционные списки Украины и Швейцарии.

## Уголовное преследование
В 2021 году поступили обвинения в адрес кандидата Бельского по обвинению в коррупции. По данным СМИ за Бельским были замечены нарушения в избирательной кампании, причины до сих пор не выяснены.

## Семья
Отец — Бельский Николай Евгеньевич (1946—2006), работал начальником цеха судостроительного завода им. Жданова («Северная верфь»), дядя (брат отца) — главный инженер этого же завода.
Александр Бельский женат на Виктории. Отец пятерых детей.

## Награды
- Орден Дружбы (17 июля 2025 года) — за достигнутые трудовые успехи и многолетнюю добросовестную работу[9]
- Почётная грамота Президента Российской Федерации (8 сентября 2023 года) — за активную законотворческую деятельность и многолетнюю добросовестную работу[10]
- Орден Святого благоверного князя Александра Невского III степени (Русская Православная Церковь, 2021 год) — во внимание к помощи Свято-Троицкой Александро-Невской лавре и в связи с 800-летием со дня рождения благоверного князя Александра Невского[11]